# 311 Клаудија
311 Клаудија (лат. 311 Claudia) је астероид главног астероидног појаса са пречником од приближно 24,05 km.
Афел астероида је на удаљености од 2,917 астрономских јединица (АЈ) од Сунца, а перихел на 2,875 АЈ.
Ексцентрицитет орбите износи 0,007, инклинација (нагиб) орбите у односу на раван еклиптике 3,224 степени, а орбитални период износи 1800,281 дана (4,928 године).
Апсолутна магнитуда астероида је 9,89 а геометријски албедо 0,338.
Астероид је откривен 11. јуна 1891. године.